# NGC 6111
NGC 6111 ist eine 14,2 mag helle elliptische Galaxie vom Hubble-Typ E1 im Sternbild Drache am Nordsternhimmel. Sie ist schätzungsweise 430 Millionen Lichtjahre von der Milchstraße entfernt und hat einen Durchmesser von etwa 85.000 Lichtjahren.
Im selben Himmelsareal befinden sich u. a. die Galaxien IC 1210 und IC 1212.
Das Objekt wurde am 31. Mai 1887 von Lewis A. Swift entdeckt.